# Pisana povijest
Ne zamijeni s ljudskom poviješću, poviješću svijeta, svjetskom poviješću ili poviješću Zemlje.
Pisana povijest (također zapisana ili zabilježena povijest), historijski narativ zasnovan na pisanu zapisu ili drugom dokumentiranu komunikacijskom vidu. Pisana povijest može se kontrastirati s ostalim narativima iz prošlosti poput mitoloških i usmenih predaja.
Za svjetsku povijest pisana povijest počinje prikazima starog svijeta oko 4. tisućljeća pr. Kr. te koincidira s pronalaskom pisma. U nekim je područjima svijeta pisana povijest ograničena na relativno nedavno razdoblje ljudske povijesti. Štoviše, ljudske kulture ne bilježe uvijek sve informacije relevantne kasnijim povjesničarima, kao što su prirodne katastrofe ili imena pojedinaca; stoga je pisana povijest za pojedinačne tipove informacija ograničena na osnovi sačuvanih tipova zapisa. Zbog ovih ograničenja pisana povijest u različitim kontekstima može označivati različite periode ovisno o povijesnim temama.
Interpretacija pisane povijesti često počiva na povijesnoj metodi ili skupu tehnika i smjernica u skladu s kojima povjesničari rabe primarna vrela i ostale dokaze radi istraživanja te potom pisanja prikaza prošlosti. Pitanje naravi, pa i vjerojatnosti, smislene povijesne metode postavlja se u filozofiji povijesti kao pitanje epistemologije. Proučavanje povijesne metode i pisanja zove se historiografija.

## Više informacija
- historiografija
- vrelo (povijest)
- popis povjesničara